# チャーリー・ジェーン・アンダーズ
チャーリー・ジェーン・アンダーズ（Charlie Jane Anders）は、アメリカ合衆国の作家・コメンテーター。「アンダース」と表記されることもある。
2011年の中編"Six Months, Three Days"でヒューゴー賞 中編小説部門を受賞。2016年の長編『空のあらゆる鳥を』はネビュラ賞 長編小説部門、ローカス賞 ファンタジイ長編部門、クロフォード賞を受賞し、タイム誌が選ぶ2016年ベスト小説の第5位になった。
アナリー・ニューイッツとともにSF情報ブログio9を創設し、2016年まで共同編集者を務めた。

## 人物

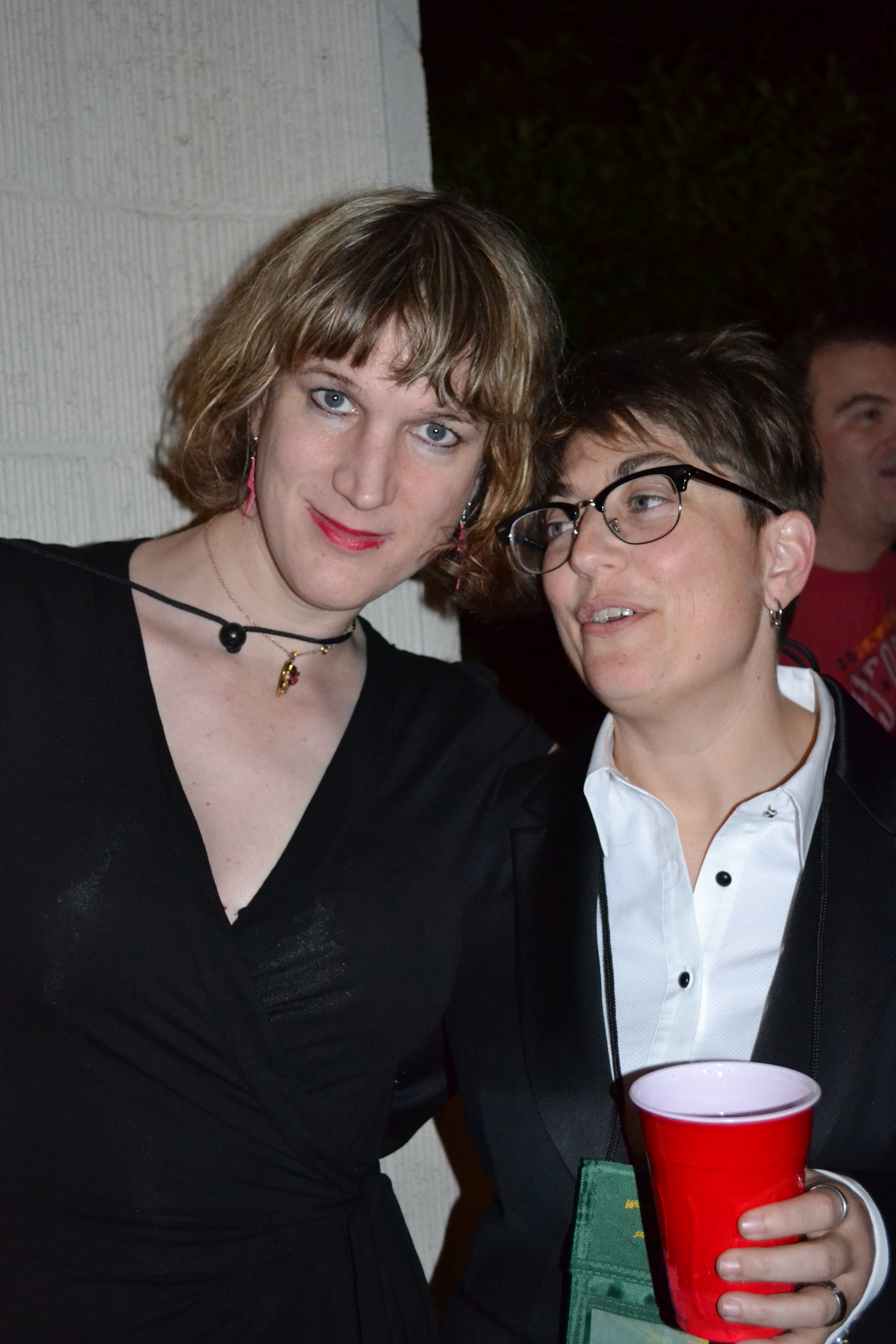
チャーリー・ジェーン・アンダーズとアナリー・ニューイッツ（2011年）

コネチカット州に生まれ、同州マンスフィールドで育つ。ケンブリッジ大学で英文学とアジア文学を専攻し、香港やボストンで暮らしたのちサンフランシスコに移住。
感覚統合障害であり、幼少期に特別教育を受けた教師によって執筆意欲を刺激されたと語っている。
2000年から作家アナリー・ニューイッツとパートナーになる。ふたりは2003年に共同でOther Magazineを創刊した。2018年に、ふたりはポッドキャストOur Opinions Are Correctをスタートし、2019年のヒューゴー賞 ファンキャスト部門を受賞している。
アンダーズはトランスジェンダー女性である。

## 主な作品

### 長編
- Choir Boy, Soft Skull Press, 2005年 ISBN 978-1-932360-81-3
- All the Birds in the Sky, or Books, 2016年 ISBN 978-0-765379-94-8
  - 『空のあらゆる鳥を』市田泉訳、東京創元社、2020年
- The City in the Middle of the Night, Tor books, 2019年 ISBN 9780765379962
  - 『永遠の真夜中の都市』市田泉訳、東京創元社、2022年

### 短編集
- Six Months, Three Days, Five Others, Tor.com, 2017年 ISBN 978-0-765394-89-7

## 主な評価・賞歴
- 2012年 "Six Months, Three Days" ヒューゴー賞 中編小説部門 受賞、ネビュラ賞 中編小説部門・シオドア・スタージョン記念賞 候補
- 2017年 『空のあらゆる鳥を』ネビュラ賞 長編部門、ローカス賞 ファンタジイ長編部門、クロフォード賞 受賞
- 2018年 "Don't Press Charges and I Won't Sue" シオドア・スタージョン記念賞 受賞[14]
- 2019年 "Our Opinions Are Correct" ヒューゴー賞 ファンキャスト部門 受賞（アナリー・ニューイッツと同時受賞）[15]
- 2020年 『永遠の真夜中の都市』ローカス賞 SF長編部門 受賞、ヒューゴー賞 長編小説部門 候補